# Spryciarz (film 1997)
Spryciarz (ang. Masterminds) – amerykański film fabularny z 1997 roku w reżyserii Rogera Christina, wyprodukowany przez wytwórnię Columbia Pictures. Główne role w filmie zagrali Patrick Stewart i Vincent Kartheiser.

## Fabuła
Oswald "Ozzie" Paxton to szesnastoletni zbuntowany nastolatek oraz komputerowy geniusz, który zostaje wyrzucony ze szkoły. Tymczasem bandyta Rade Bentley (Patrick Stewart) opanowuje budynek placówki, bierze zakładników i żąda od nich okupu. Ozzie postanawia wykorzystać swoje umiejętności w walce z terrorystami.

## Obsada
- Patrick Stewart jako Rafe Bentley
- Vincent Kartheiser jako Oswald "Ozzie" Paxton
- Brenda Fricker jako dyrektor Claire Maloney
- Brad Whitford jako Miles
- Matt Craven jako Jake Paxton
- Annabelle Gurwitch jako Helen
- Jon Abrahams jako K-Dog
- Katie Stuart jako Melissa
- Michael MacRae jako Foster Deroy
- Callum Keith Rennie jako Ollie
- Earl Pastko jako kapitan Jankel
- Jason Schombing jako Marvin
- Michael David Simms jako pułkownik Duke
- David Paul Grove jako Ferret

## Odbiór

### Krytyka
Film Spryciarz spotkał się z negatywną reakcją krytyków. W serwisie Rotten Tomatoes 19% z szesnastu recenzji filmu jest pozytywna (średnia ocen wyniosła 3,4 na 10).